# John Akude

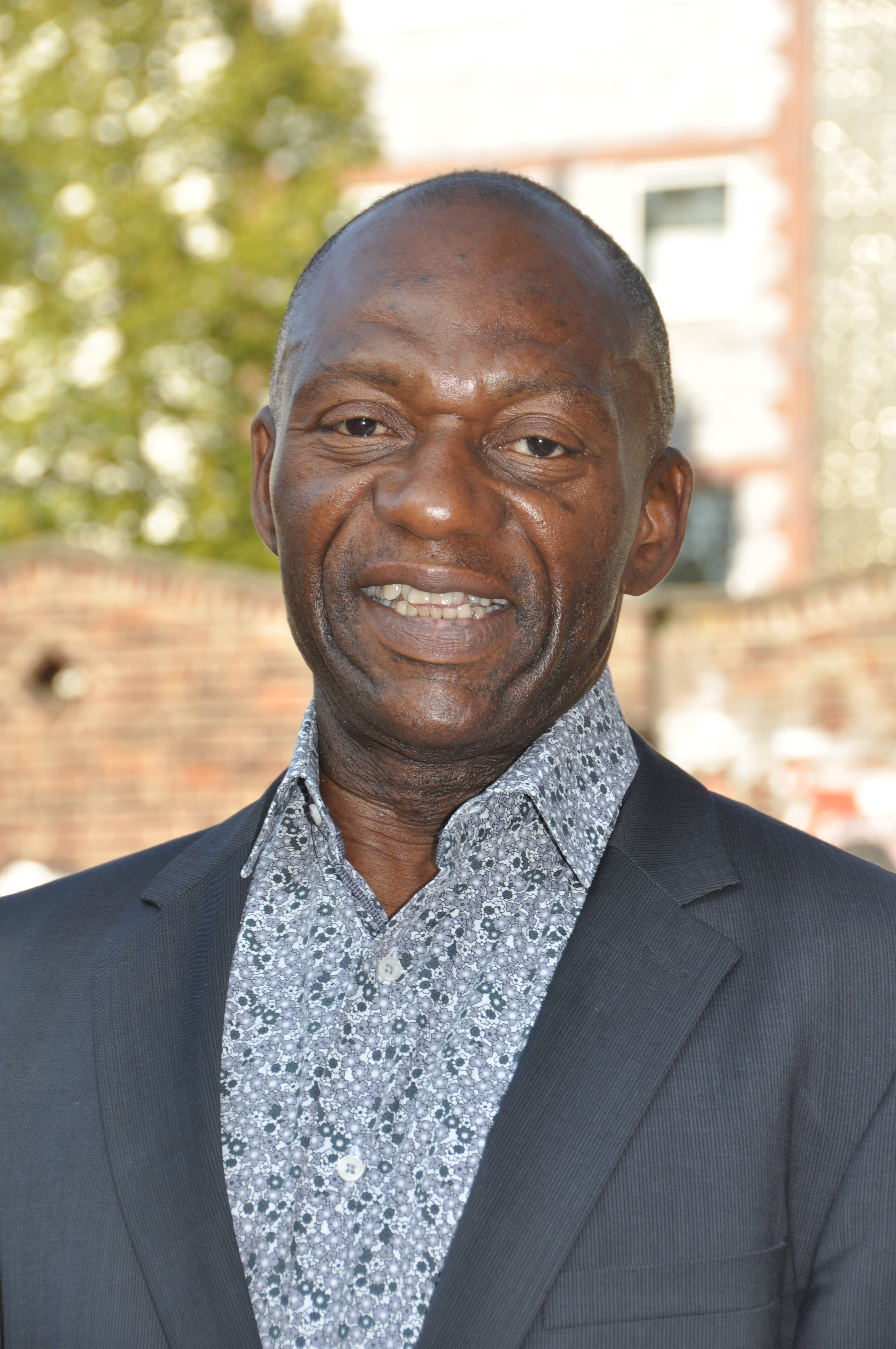
John Akude (2020)

John Emeka Akude (* 1964 in Abatete, Nigeria) ist ein deutscher Politikwissenschaftler. Im September 2020 wurde er als erster Afrodeutscher in den Stadtrat der Stadt Köln gewählt.

## Biographie
1994 kam John Akude, der zur Ethnie der Igbo gehört, als politisch Verfolgter aus Nigeria nach Köln. Er zählte in seinem Heimatland zu den demokratischen Kräften, die nach der Machtübernahme von General Sani Abacha verfolgt wurden und um ihr Leben fürchten mussten. Sein ursprünglicher Plan war, von Deutschland aus nach Großbritannien oder in die USA zu gehen. Nachdem er aber seine künftige Frau kennengelernt hatte, blieb er in Köln. Er ist Vater zweier Töchter und lebt im Kölner Ortsteil Vogelsang (Stand 2020).
Akude beendete an der Universität zu Köln sein Studium der Politikwissenschaften, das er schon in Nigeria begonnen und mit einem Magister absolviert hatte. 2007 promovierte er zum Thema Governance and crisis of the state in Africa. The context and dynamics of the conflicts in West Africa. Er war als wissenschaftlicher Mitarbeiter am Institut für Politikwissenschaft der Universität Köln und am Deutschen Institut für Entwicklungspolitik in Bonn tätig. Auch war er Berater des Bundesministeriums für wirtschaftliche Zusammenarbeit und Entwicklung. Anschließend machte er sich als Berater für Sicherheit, Investition und Entwicklung in Afrika selbständig und arbeitet als Dozent, so als Lehrbeauftragter an der RWTH Aachen. Er gilt als Spezialist für Internationale Politische Ökonomie und Entwicklungspolitik.
Über das Engagement einer seiner Töchter bei Fridays for Future kam Akude selbst zur Bewegung Parents for Future und so zur Wählergruppe Klima Freunde. 2020 kandidierte er erfolgreich für diese Wählergruppe auf Platz zwei von deren Reserveliste für den Kölner Stadtrat im Wahlbezirk Ehrenfeld 3 und zog gemeinsam mit Nicolin Gabrysch in den Rat ein. Er ist der erste Afrodeutsche in diesem Stadtparlament.
Am 27. Oktober 2021 trat Akude sowohl in die CDU ein als auch der CDU-Fraktion im Rat der Stadt Köln bei, die damit von 19 auf 20 Mitglieder wuchs und zu der alleinigen zweitgrößten Fraktion hinter den Grünen wurde.

## Publikationen (Auswahl)
Als Autor:
- Governance and crisis of the state in Africa. The context and dynamics of the conflicts in West Africa. Adonis & Abbey, London 2009, ISBN 978-1-906704-10-0 (englisch).
- Knowledge for development. A literature review and an evolving research agenda. Deutsches Institut für Entwicklungspolitik, Bonn 2014, ISBN 978-3-88985-638-8 (englisch).

Als (Mit)herausgeber:
- mit Walter Feichtinger (Hrsg.): Afrika im Blickfeld. Kriege - Krisen - Perspektiven. Tagungsband des Instituts für Friedensforschung und Konfliktmanagement, Wien. Nomos Verlag, Wiesbaden 2004, ISBN 978-3-8329-0712-9.
- mit Walter Feichtinger und Gerald Hainzl (Hrsg.): Krisenherd Nordostafrika - internationale oder afrikanische Verantwortung? Tagungsband des Instituts für Friedensforschung und Konfliktmanagement, Wien. Nomos Verlag, Wiesbaden 2005, ISBN 978-3-8329-1374-8.
- Politische Herrschaft jenseits des Staates. Zur Transformation von Legitimität in Geschichte und Gegenwart. Wiesbaden 2011, ISBN 978-3-531-18289-6.